# Mary Robinson
Mary Robinson (irlandès Maire Mhic Roíbin) (Béal an Átha, Comtat de Mayo 1944), nascuda Mary Therese Bourke, és una política irlandesa, la primera dona a presidir el seu país.
Filla de dos metges de família protestant protestant, va estudiar Dret al Trinity College de Dublín, on va graduar-se el 1967. Va estudiar també a King's Inn (Dublín) i a la Universitat de Havardad. El 1969 va ser nomenada professora al Trinity College de Dublín, essent la professora més jove de la història d'aquest centre universitari.
El 1970 es va casar amb el metge protestant Nicholas Robinson. Des d'aquest any fins al 1989 va ser senadora pel Partit Laborista Irlandès, bé que el 1985 l'abandonà per discrepàncies sobre l'acord angloirlandès. Va ser escollida Presidenta d'Irlanda del 1990 al 1997, ha estat la primera dona a ocupar el càrrec.
Durant el seu mandat prioritzà la lluita en favor dels drets i les llibertats de les dones i, en política internacional, el suport als drets humans, motiu pel qual el 9 de juny de 1997 fou nomenada Alta Comissionada de l'ONU pels Drets Humans, càrrec des del qual sovint ha polemitzat amb estadistes i organitzacions internacionals. En el marc del seu mandat, l'any 1998 presidí el 50è aniversari de la Declaració Universal dels Drets Humans. Dirigí les comissions internacionals d'investigació sobre la violació de drets humans a Palestina i a Timor Oriental, entre d'altres. Des del 1998 és rectora de la Dublin University. També és membre honorària del Trinity College de Dublín i doctora honoris causa de les universitats de Cambridge, Columbia, Toronto, Seül, Coïmbra, Califòrnia i Salamanca.

## Premis i reconeixements
- Va rebre el Premi Erasmus per la seva contribució a la construcció d'Europa.
- El 2006 fou guardonada amb el premi Premi Príncep d'Astúries de Ciències Socials.[1]